# خوليو سيزار فيليكس
خوليو سيزار فيليكس (بالإسبانية: Julio César Félix)‏ (10 يناير 1988 - ) هو ملاكم مكسيكي، صنّف ضمن فئة Mini flyweight ‏.

## روابط خارجية
- خوليو سيزار فيليكس على موقع بوكس ريك (الإنجليزية) (registration required)